# Specjalista wiejskiego gospodarstwa domowego
Specjalista wiejskiego gospodarstwa domowego – profesjonalny doradca wojewódzkiego ośrodka doradztwa rolniczego, powołany do udzielania porad, organizowania pokazów i szkoleń oraz do współdziałania i współpracy z kobietami wiejskimi zamieszkałymi na obszarach wiejskich.

## Instruktor wiejskiego gospodarstwa kobiecego w okresie międzywojennym
W okresie międzywojennym w izbach rolniczych i związkach kółek rolniczych zatrudnione były instruktorki wiejskiego gospodarstwa kobiecego. W 1918 pojawiły się pierwsze stanowiska instruktorek do sprawa kobiet, które koncentrowały swoją uwagę na poprawy jakości życia gospodyń domowych. W 1945 r. wznowiono działalność izb rolniczych, w ramach których powołano stanowisko instruktorek wiejskiego gospodarstwa kobiecego. W ujęciu statystycznym liczba zatrudnionych instruktorek WGK wynosiła w 1946 r. – 462 osób, w 1947 r. – 493 osób i w 1948 r. – 364.

## Reaktywowanie stanowiska instruktora wiejskiego gospodarstwa domowego
Rozporządzeniem Rady Ministrów z 1972 r. powołano gminną służbę rolną, w ramach której powołano instruktorów ds. wiejskiego gospodarstwa domowego (WGD). Wśród zadań stawianych przed instruktorami WGD wymieniono:
- organizowanie przykładowych wiejskich gospodarstw domowych

- organizowanie kursów i pokazów w zakresie unowocześnienia pracy kobiet wiejskich, wychowania w rodzinie, przetwórstwa artykułów rolno-spożywczych

- organizowanie sezonowych form opieki nad dzieckiem oraz różnych form wypoczynku dzieci szkolnych w okresie ferii szkolnych

- współudział w organizowaniu i rozpowszechnianiu usług dla gospodarstwa domowego – organizowanie zespołowych form działalności produkcyjnej kobiet

### Specjaliści WGD w ramach wojewódzkich ośrodków postępu rolniczego
Uchwałą Rady Ministrów z 1975 powołano wojewódzkie ośrodki postępu rolniczego, w ramach którego powołano stanowiska specjalistów wiejskiego gospodarstwa domowego. Specjaliści WGD w zasadzie kontynuowali pracę podjętą w poprzednim układzie organizacyjnym. Wśród szczegółowych zadań stawianych przed specjalistami ustalono:
- unowocześnienie wiejskiego gospodarstwa domowego i przyzagrodowego,

- upowszechnienie racjonalnych zasad żywienia rodziny oraz ekonomicznego gospodarowania środkami i zasobami domowymi, –
- popularyzowanie wiedzy o organizowaniu życia rodzinnego a zwłaszcza tworzeniu prawidłowych warunków dla wychowania dziecka w rodzinie,
- rozwijanie życia kulturalnego i oświatowego na wsi,
- rozwijanie produkcji rolniczej w działach obsługiwanych przez kobiety wiejskie oraz upowszechnianie przetwórstwa płodów rolnych na potrzeby rodziny.

### Specjaliści WGD w ramach wojewódzkich ośrodków doradztwa rolniczego
Ustawą Sejmu RP z 2004 o jednostkach doradztwa rolniczego, określono organizację, zadania i zasady działania wojewódzkich ośrodków doradztwa rolniczego. W ramach struktury organizacyjnej ośrodków wyodrębniono działy wiejskiego gospodarstwa domowego. Do podstawowych obowiązków specjalistów WGD należało:
- organizowanie wspólnie z Kołami Gospodyń Wiejskich kursów, pokazów, konkursów i szkoleń dotyczących racjonalnego żywienia rodziny,

- wspieranie poczynań na rzecz ochrony produktów regionalnych i tradycyjnych zgodnie z regulacjami Unii Europejskiej[6],
- udzielanie wsparcia w zakresie dziedzictwa kulturalnego, jako ważnego czynnika rozwoju społeczno-gospodarczego,
- propagowanie zdrowego trybu życia mieszkańców obszarów wiejskich, poprzez inicjowanie lokalnych zawodów sportowych i innych poczynań masowych,
- udzielanie pomocy w pozyskiwaniu wsparcia finansowej ze środków pochodzących ze źródeł Unii Europejskiej.